# Kiping
Kiping, auch Keping, war eine Masseneinheit (Gewicht) für Gold und Silber in Benkulen auf Sumatra. Das hier erwähnte Tael ist etwas größer als das chinesische Maß.
- 1 Kiping = 0,2067 Lot (Preußen = 16,667 Gramm) = 3,445 Gramm
- 12 Kipings = 1 Tael/Tehl = 1 ½ Ringgit/Rindschit = 41,34 Gramm
- 8 Kipings = 1 Ringgit/Rindschit = 240 Condes/Kondihs